# Magnus Dahl
Magnus Dahl (Oslo, 28 de septiembre de 1988) es un exjugador de balonmano noruego que jugaba de portero. Su último equipo fue el Skjern HB. Fue un componente de la selección de balonmano de Noruega.
En España es conocido por su paso por el BM Atlético de Madrid.

## Palmarés

### Fyllingen Håndball
- Liga de Noruega de balonmano (1): 2009

### Atlético de Madrid
- Campeonato Mundial de Clubes de Balonmano (1): 2012
- Copa del Rey de Balonmano (1): 2013

### Skjern
- Copa de Dinamarca de balonmano (1): 2016

## Clubes
| Club                  | País      | Año         |
| --------------------- | --------- | ----------- |
| Nordstrand IF         | Noruega   | ? - 2006    |
| Follo HK              | Noruega   | 2006 - 2007 |
| Fyllingen Håndball    | Noruega   | 2008 - 2010 |
| Paris Handball        | Francia   | 2010 - 2012 |
| BM Atlético de Madrid | España    | 2012 - 2013 |
| HSG Wetzlar           | Alemania  | 2013 - 2015 |
| IFK Kristianstad      | Suecia    | 2015        |
| Skjern HB             | Dinamarca | 2015 - 2017 |